# 丹下左膳余話 百萬両の壺

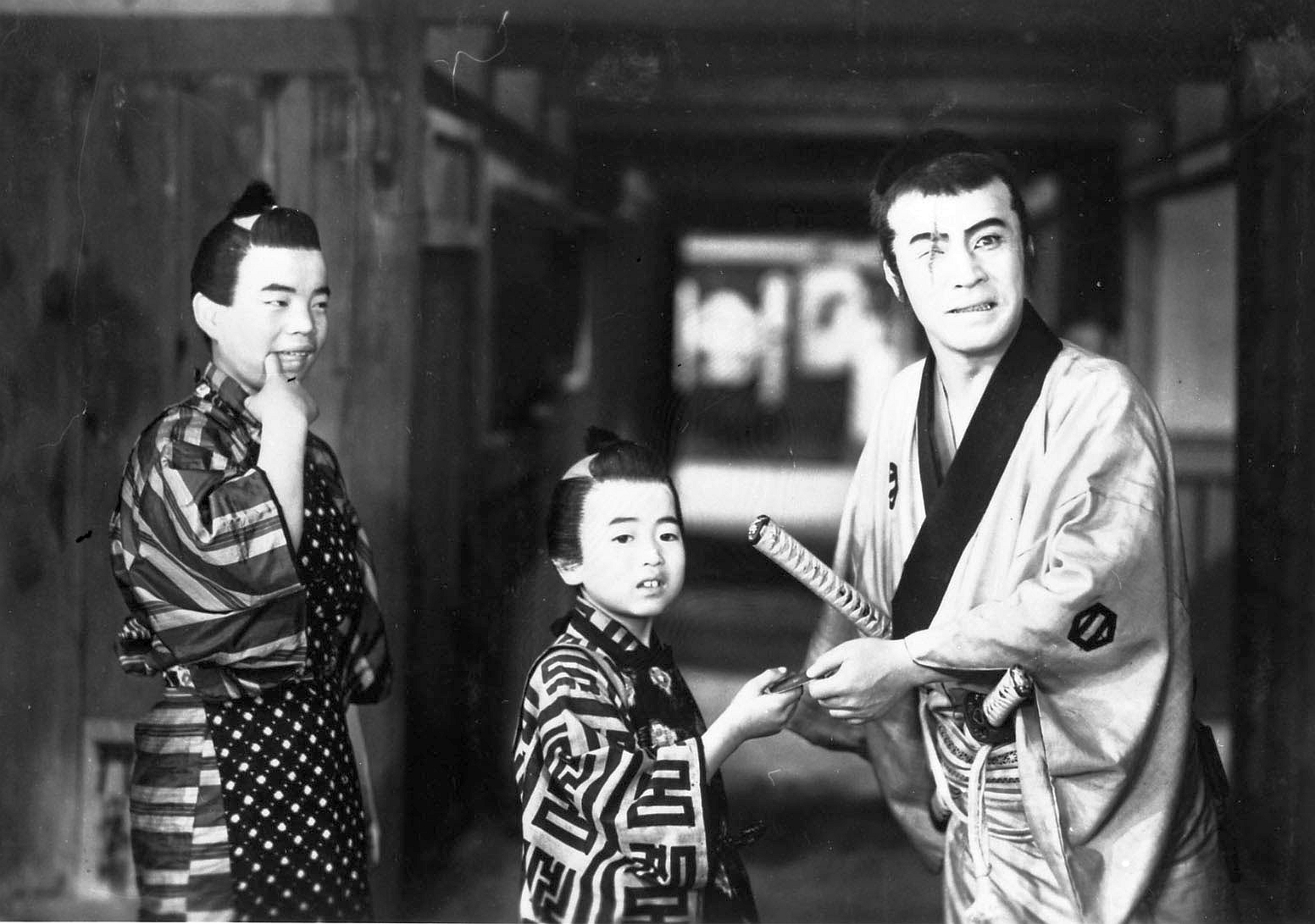
「百万両の壺」スチール　宗春太郎（中央）と大河内傳次郎（右）

『丹下左膳餘話 百萬兩の壺』（たんげさぜんよわ ひゃくまんりょうのつぼ）は、1935年（昭和10年）公開の時代劇映画である。日活京都撮影所が、山中貞雄を監督に、丹下左膳役に大河内傳次郎で製作した。11巻もの、同年6月15日封切。
2009年11月20日、キネマ旬報社が創刊90周年（1919年創刊）を記念して『日本映画・外国映画オールタイム・ベスト・テン』を発表したが、『丹下左膳余話 百萬両の壺』は日本映画部門の7位に選ばれた。

## 概要

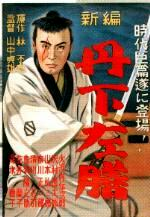
公開時のポスター

百万両の隠し場所が塗り込められた「こけ猿の壺」をめぐる丹下左膳と柳生一門との争奪戦に、左膳が居候をしている矢場の女主人櫛巻きお藤と孤児ちょび安とのエピソードを絡めたホームコメディ。
それまで丹下左膳の映画を撮っていた伊藤大輔監督が1934年（昭和9年）9月に日活を退社したため、三部作の予定だったトーキー版『丹下左膳』の最終作「尺取横町の巻」が宙に浮いてしまった。そこで急きょ山中に作らせることになったという。
山中は伊藤作品の丹下左膳をパロディ化したスティーヴン・ ロバーツ監督のアメリカ映画『歓呼の涯』（1932年）をベースにモダンな明るい作風を目指し、お藤役に歌手の喜代三を登用、屑屋役の高勢実乗、鳥羽陽之助コンビでコミカルさを加えるなど独自の演出を施すほか、伊藤作品における虚無的な左膳のイメージを廃して根っからの好人物に変え、大河内傳次郎の喜劇俳優の才能を見事に引きだしている。音楽もムソルグスキーの『禿山の一夜』などのクラシックを採用するなど洗練度を強めている。だが、「丹下左膳のイメージに合わない」と、原作者の林不忘側から抗議を受けている。
山中作品のうち現存する3作品の中で最も古いものであるが、残っているのは戦後公開版で、GHQによる検閲で終盤の剣戟の場面が削除された。削除されたこのシーンのフィルムプリントの20秒の断片は2004年に発見されたが、玩具用だったため音声トラックは無かった（おもちゃ映画ミュージアムが所蔵している）。
DVD化されており、セル・レンタル共にリリース中である。廉価版DVDも発売された。
2020年、日活と国際交流基金によるデジタル4K修復版が東京国際映画祭で公開された。この版では、可能な限り映像と音声を修復し、欠落していたコマを補完すると共に、GHQに削除された20秒の無音の剣戟シーンを国立映画アーカイブ提供のプリントに基づき修復したうえで挿入した。

## あらすじ
江戸の道場に婿養子に入った柳生源三郎は、兄の柳生対馬守から結婚祝いにと「こけ猿の壺」を貰うが、そこには祖先が残した百万両の在りかの地図が隠されていた。それを知った対馬守は源三郎から壺を取り戻そうとするが、そうと知らない源三郎は祝いが古い茶壷と腹を立てていて、だが不審に思って秘密を聞き出す。しかし妻萩乃が既に屑屋に売り払った後で、屑屋から隣に住む七兵衛の息子の安吉の手に渡り金魚鉢になっている。
やもめの七兵衛は夜ごとお藤が営む矢場に通っていて、その店の居候兼用心棒が丹下左膳である。ある夜、七兵衛が店の客と諍いを起こして、帰りを襲われ亡くなったため、お藤が安吉を引き取ることになる。
一方、源三郎は壺を探して江戸市中を歩き回り、矢場に通ううち店のお久に惹かれていくが、左膳やお久と連れ立って出かけるところを萩乃に目撃されてしまう。
源三郎はその後、屑屋を見つけたことから安吉の壺がそれと気づくが、外出の自由を奪われたくないため黙っていようと決める。しかし萩乃から女遊びを疑われ家から出られなくなってしまう。
その頃江戸屋敷では、「壺を求む」の貼り紙を出して、壺を買い集める作戦を開始し、多くの人が壺を抱えて屋敷に押し寄せる。
ある日、安吉が往来で大金を盗まれてしまい、両替商が親代わりのお藤に金を返せと怒鳴り込んできて、苦にした安吉は壺を持って家出してしまう。翌日には金を用意しなければならない左膳は、道場破りに出かける。行った先が源三郎の道場で、そうと知らずに左膳は門弟を次々に倒し、嫌々出てきた源三郎と顔を合わせて互いに驚く。知らぬ振りして試合を始め、その最中に二人はこっそり申し合わせをする。左膳が負ける代わりに金を貰うとことで交渉が成り立ち、源三郎に打ち取らせる。
左膳は安吉の壺が探している壺だと源三郎から聞く。その頃、安吉は壺を売ろうと江戸屋敷の列に並んでいたが、追いかけた左膳が間一髪で止めた。源三郎は壺が見つかっては浮気が出来ないと内緒にして、壺を左膳に預ける。

## キャスト
- 丹下左膳 - 大河内傳次郎
- お藤 - 喜代三
- ちょび安 - 宗春太郎
- 與吉 - 山本礼三郎
- 茂十 - 高勢実乗
- 当八 - 鳥羽陽之助
- 萩乃 - 花井蘭子
- お久 - 深水藤子
- 柳生対馬守 - 阪東勝太郎
- 峰丹波 - 磯川勝彦
- 高大之進 - 鬼頭善一郎
- 七兵衛 - 清川荘司
- おしゃかの文吉 - 高松文麿
- 矢場の女 - 伊村利江子、達美心子
- 柳生源三郎 - 沢村国太郎

## スタッフ
- 監督 : 山中貞雄
- 原作 : 林不忘
- 脚色 : 三村伸太郎
- 潤色 : 三神三太郎
- 構成 : 山中貞雄
- 字幕 : 岡本一鳳
- 撮影 : 安本淳
- 照明 : 井上栄太郎
- 装置 : 島康平
- 背景 : 角井嘉一郎
- 録音 : 中村敏夫
- 音響 : 池内泰三
- 編集 : 福田利三郎
- 衣裳 : 稲次招
- 美粧 : 三浦源次郎
- 結髪 : 新橋 川端ソヨ
- 音楽 : 西梧郎
- 主題歌 : 『丹下左膳の唄』ポリドール専属・東海林太郎、『お藤の唄』ポリドール専属・喜代三
- 剣導 : 尾上緑郎
- 助監督 : 萩原遼
- 記録 : 安田公義
- 撮影助手 : 近藤憲照、福島宏、中西公弘、西原英一郎、竹村三郎
- 装置助手 : 織田金蔵、吉田儀一
- 録音助手 : 福島威

## リメイク映画
2004年7月17日にリメイク映画『丹下左膳 百万両の壷』が公開された。
キャスト
- 丹下左膳 - 豊川悦司
- お藤 - 和久井映見
- 源三郎 - 野村宏伸
- 萩乃 - 麻生久美子
- ちょび安 - 武井証
- 用心棒 - 豊原功補
- かつみ♥さゆり
- 福本清三

スタッフ
- 監督・撮影・編集 : 津田豊滋
- プロデューサー : 江戸木純、川崎のり子
- 脚本 : 江戸木純
- 原作 : 林不忘
- オリジナル脚本 : 三村伸太郎
- 音楽 : 大谷幸
- 制作協力：東映京都撮影所
- 製作・配給：エデン